# Anttoni Lampivuo
Anttoni Lampivuo (1998) è un giocatore di football americano finlandese, che gioca come wide receiver per i Seinäjoki Crocodiles..